# Bahnhof Calbe (Saale) West
Der Bahnhof Calbe (Saale) West in der Stadt Calbe (Saale) im Salzlandkreis in Sachsen-Anhalt ging im Jahre 1879 in Betrieb. Er ist neben dem Bahnhof Calbe (Saale) Ost und dem Haltepunkt Calbe (Saale) Stadt eine von drei Bahnstationen im Stadtgebiet. Hier zweigt die Bahnstrecke Bernburg–Calbe (Saale) von der Bahnstrecke Berlin–Blankenheim ab, wobei auf letztgenannter Strecke der Abschnitt in Richtung Güsten bereits stillgelegt ist. Das Empfangsgebäude steht unter Denkmalschutz.

## Lage
Der Bahnhof Calbe (Saale) West befindet sich am Streckenkilometer 130,7 der Bahnstrecke Berlin–Blankenheim, auch Kanonenbahn genannt. Zudem endet im Bahnhof die Bahnstrecke Bernburg–Calbe (Saale).
Der Bahnhof liegt am westlichen Rand der Stadt und etwas mehr als einen Kilometer vom Ortskern entfernt gelegen. Der Bahnhof grenzt unmittelbar an die Bahnhofstraße und Am Bahnhof Calbe/West. Der Glöther Weg kreuzt die Strecke unter einer Brücke.
Der Haltepunkt Calbe (Saale) Stadt liegt etwa eineinhalb Kilometer östlich. In Richtung Südwesten in Richtung Güsten und Blankenheim war der nächste Bahnhof Neugattersleben in acht Kilometern Entfernung, in Richtung Berlin ist der nächste Bahnhof der Bahnhof Barby etwa zehn Kilometer nordöstlich. Dazwischen zweigt, etwa vier Kilometer vom Bahnhof Calbe (Saale) West entfernt, an der Abzweigstelle Tornitz die Strecke nach Calbe (Saale) Ost ab. Zwei Kilometer vom Bahnhof entfernt wurde 2014 der Haltepunkt Calbe (Saale) Stadt eröffnet.
Auf der Nebenbahn nach Bernburg ist die nächste Station der frühere Bahnhof und jetzige Haltepunkt Nienburg (Saale), der ungefähr acht Kilometer entfernt gelegen ist.

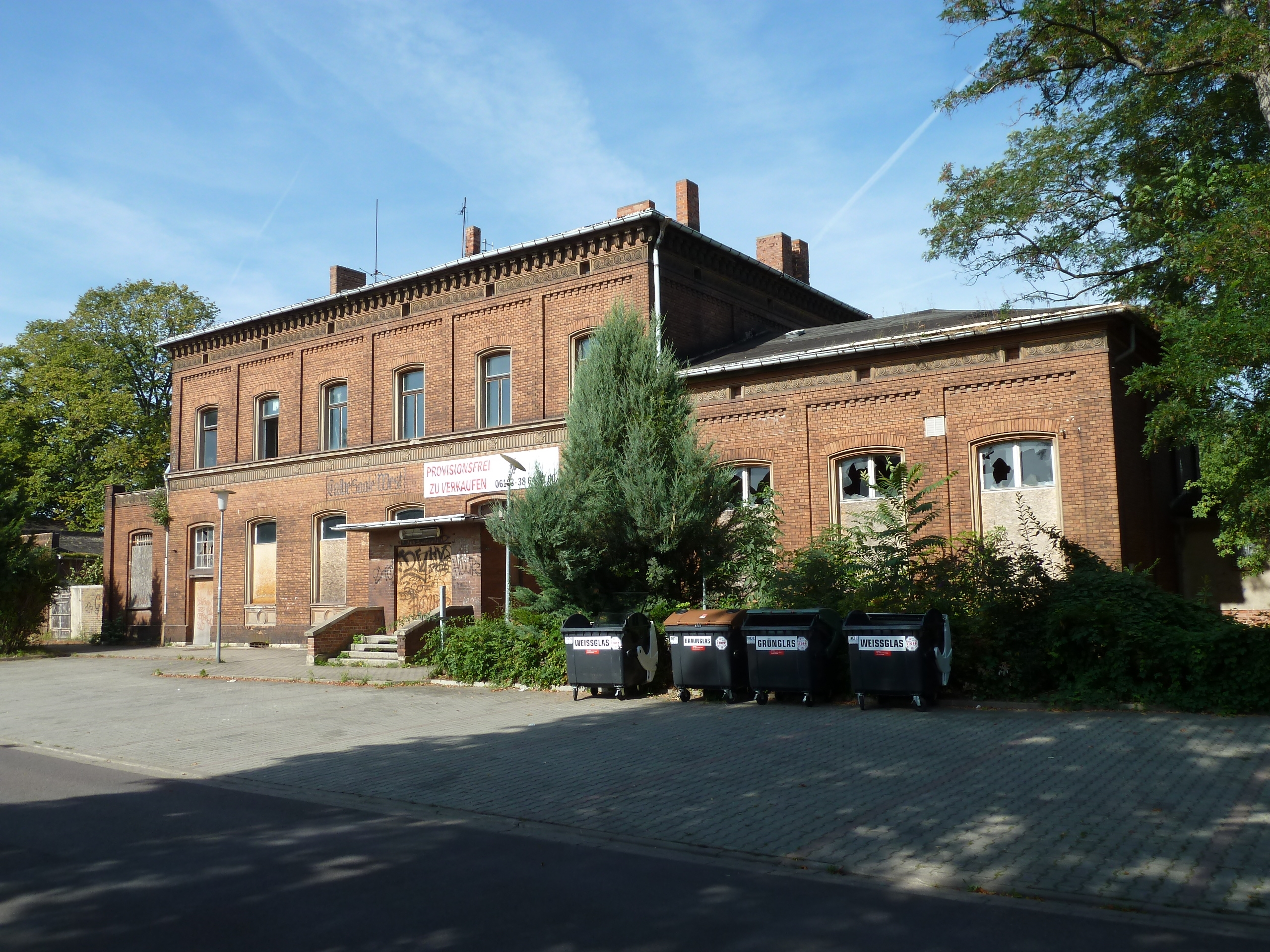
Empfangsgebäude von der Straßenseite (2012)

## Bezeichnungen
Die Bezeichnung des Bahnhofs Calbe West änderte sich im Laufe der Geschichte mehrfach:
- „Stadt-Calbe“ (1879–1901)
- „Calbe a Saale“ (1901–1908)
- „Calbe a.S.“ (1908–1913)
- „Calbe (Saale) West“ (seit 18. August 1913)

## Geschichte
Mit der Inbetriebnahme der Bahnstrecke Berlin–Blankenheim (Kanonenbahn) im Jahre 1879 ging eine Station unter der Bezeichnung „Stadt-Calbe“ in Betrieb. 1890 kam die Strecke nach Bernburg hinzu. Somit nahmen der Güterverkehr und die damit verbundenen Rangiertätigkeiten zu. Der Bahnhof Güsten an der Kanonenbahn kam schnell an seine Kapazitätsgrenzen. Die Bahnhöfe Ilberstedt und Baalberge sollten erweitert werden, um Güstener Bahnhof zu entlasten. Auch im Calbenser Westbahnhof entstand im Jahre 1900 ein zusätzliches Überholgleis mit der Bezeichnung „III a“. Damals waren diese Weichen noch ortsbedient.

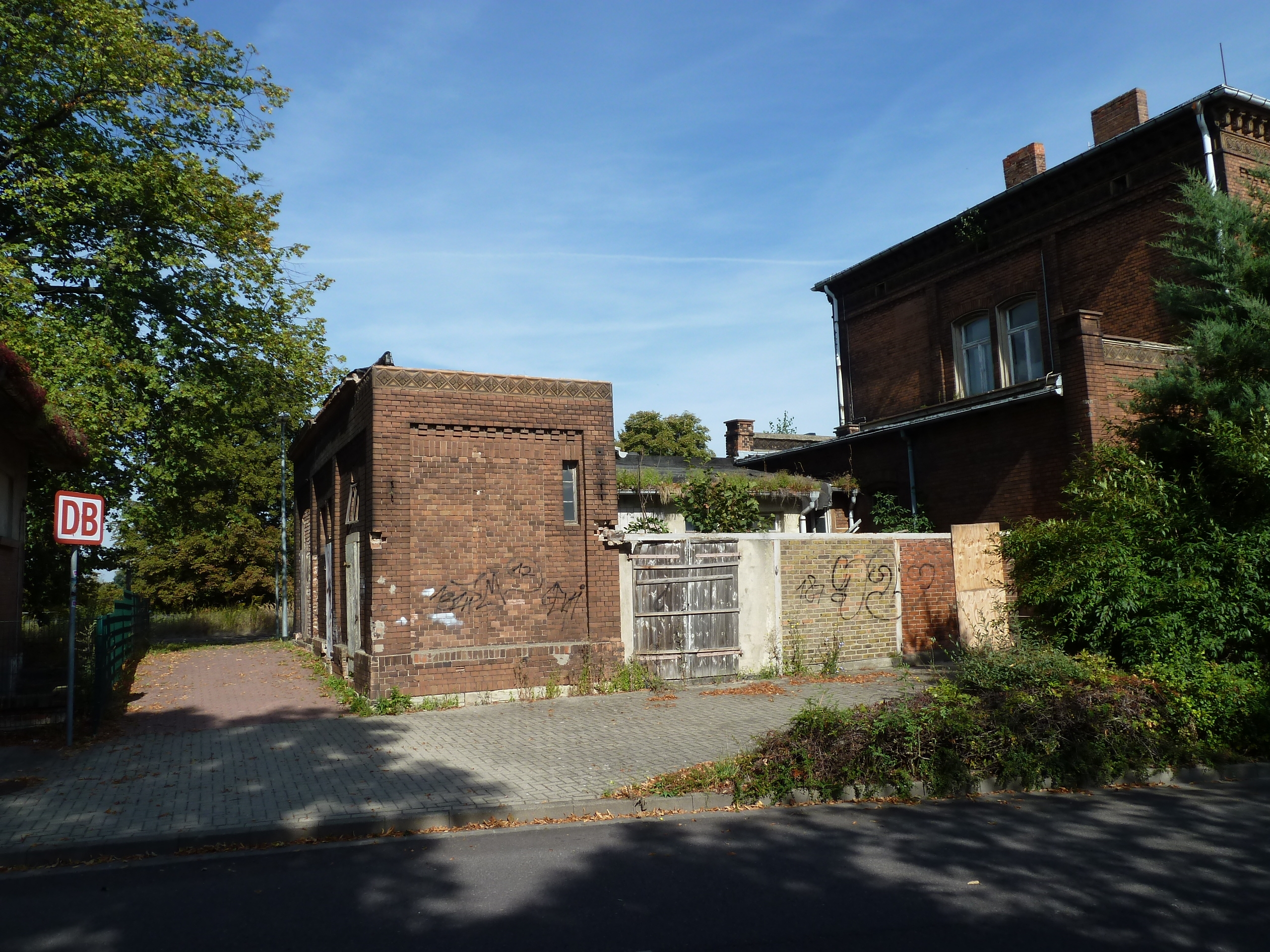
Bahnsteigzugang und Nebengebäude (2012)

In der Zeit vor dem Ersten Weltkrieg wurde das Empfangsgebäude erweitert. Dies betraf die Schalterhalle sowie die Schaffung neuer Diensträume. An der Ladestraße wurden mehr Ladekanten angebracht. 1911 errichtete man einen neuen Eilgutschuppen in der Nähe des Wasserturms.
In den 1950er-Jahren entstand ein Niederschachtofenwerk in Calbe. Damit war der Bau eines umfangreichen Werkbahnnetzes verbunden. An beide Calbenser Bahnhöfe war dieses angebunden. Im Westbahnhof begann dies am nördlichen Bahnhofskopf unmittelbar in der Nähe des Empfangsgebäudes. Nachdem im Jahre 1970 das Werk seinen Betrieb eingestellt hatte und Nachfolgebetriebe ein so großes Werkbahnnetz nicht mehr benötigten hatten, wurden die Gleisanlagen zurückgebaut.
Ein Gleisplan aus dem Jahre 1980 lässt erkennen, dass noch etliche Ladegleise, aber nur noch zwei Gleisanschlüsse vorhanden waren.
Am 24. Mai 1998 endete der Personenverkehr von Calbe in Richtung Güsten. Bis 2004 verkehrte noch ein Zugpaar am Wochenende auf dieser Strecke, der jedoch nicht in Calbe West hielt. Die Einstellung der Güterverkehrs auf diesem Streckenabschnitt erfolgte am 2. Januar 2002. Zu diesem Zeitpunkt gab es bereits keine Fahrkartenausgabe mehr.

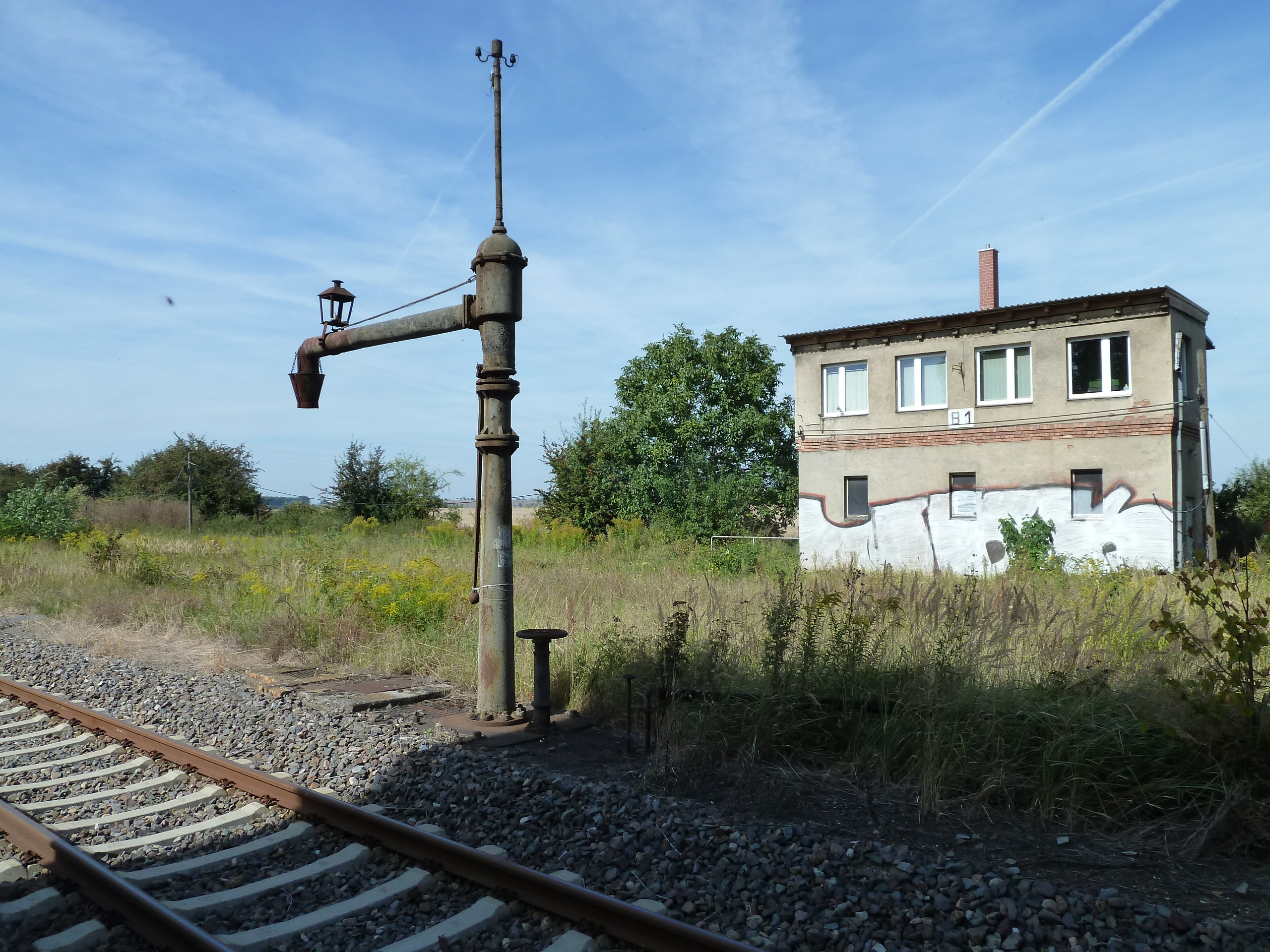
Wasserkran und Stellwerk B1 (2012)

2008 kam es zu Umbaumaßnahmen. Es blieben nur die Weiche 3 und auch die am Gleis 3 stehenden Signale C und L erhalten. 2012/13 wurden die Gleise der Kanonenbahn teilweise zurückgebaut. Außerdem demontierte man das Gleis 3 im Bahnhof sowie die Signale C und L. Ein Ladegleis zu einem örtlichen Brennstoffhändler liegt an Gleis 1, zweigt an Weiche 9 ab und ist durch eine Gleissperre gesichert.

## Anlagen

### Empfangsgebäude
Das Gebäude auf der Südostseite der Gleisanlagen entstand mit der Eröffnungs des Bahnhofs 1878/79 und entspricht dem Standardbautyp für größere Bahnhöfe der Strecke. Es ist in seiner Bauform im Wesentlichen identisch mit den Bahnhofsgebäuden in Bad Belzig, Barby, Hettstedt und Klostermansfeld.
Das Empfangsgebäude ist ein im Kern zweigeschossiger und siebenachsiger Ziegelbau mit Walmdach mit anschließendem dreiachsigen Gaststättentrakt. Im zentralen Teil des Gebäudes lagen Fahrkartenausgabe, Diensträume und der Wartesaal I. und II. Klasse, das Obergeschoss beherbergte Dienstwohnungen für Bahnbedienstete eingerichtet.
Der Bahnhof besaß einen Hausbahnsteig am Bahnhofsgebäude und einen von ihm aus zugänglichen Mittelbahnsteig. Der Hausbahnsteig wird noch genutzt, der genutzte Bahnsteigteil ist 60 Meter lang und 20 bis 22 Zentimeter hoch.

### Stellwerke
Im Dreieck der sich gabelnden Strecken befand sich das erste Stellwerk. Es trug zunächst die Bezeichnung „WB I“. 1911 hieß in einem Gleisplan „Cw“. Ein neues mechanisches Stellwerk, ebenfalls „Cw“, der Bauart Einheit entstand im Jahre 1936 westlich auf der gegenüberliegenden Seite der Kanonenbahn.
Ein weiteres Stellwerk mit der Bezeichnung „Cof“ kam 1902 hinzu, eine neue Hebelbank der Bauart Jüdel wurde um 1914 eingebaut.
Nach Ausbau der Gleisanlagen für den Anschluss der Werkbahn des Schachtofenwerkes wurde noch ein drittes Stellwerk vermutlich in den frühen 1950er Jahren errichtet. Es war eines der Bauart Einheit mit der Bezeichnung „W1“.
Das Befehlsstellwerk gegenüber dem Empfangsgebäude erhielt die Bezeichnung B2, das Stellwerk an der Streckengabelung W3.
Nach Stilllegung des Stellwerkes W1 am 10. Juni 1980 wurden die anderen Stellwerke umbezeichnet. Aus B2 wurde B1 und aus W3 W2.
Das Stellwerk B1 wurde am 16. November 2013 außer Betrieb genommen. Es folgte ein Umbau des bisherigen Stellwerkes W2 an der Südausfahrt des Bahnhofs zum Befehlsstellwerk, das nun den Namen B2 trägt.

## Personenverkehr
Der Bahnhof wurde seit Bestehen der Strecke nach Bernburg und der Verbindung nach Calbe Ost praktisch ausschließlich von durchgehenden Zügen auf der Berlin-Blankenheimer Strecke einerseits und von Zügen von Calbe Ost nach Bernburg andererseits angefahren. Durchgehende Reisezüge von Calbe Ost in Richtung Güsten oder von Barby nach Bernburg gab es dagegen nur in Ausnahmefällen. Zeitweise war Calbe (Saale) West auch Halt von Fernzügen, so hielt in den Jahren vor dem Ersten Weltkrieg ein Schnellzug von Berlin nach Trier und in Gegenrichtung im Bahnhof.
1998 endete der durchgehende Reiseverkehr zwischen Barby und Güsten über Calbe West, seitdem halten nur die Regionalbahnen zwischen Calbe Ost und Bernburg im Bahnhof. Derzeit (Fahrplanjahr 2025) bedient die von Regionalverkehre Start Deutschland betriebene Regionalbahnlinie RB 47 den Bahnhof. Von Montag bis Freitag werden dabei die Züge von und nach Magdeburg durchgebunden.
Des Weiteren verbinden lokale Buslinien den Bahnhof unter anderem mit dem Zentrum von Calbe, Barby, Staßfurt, Schönebeck, Magdeburg, Nienburg und Bernburg.